# 일본 금융청

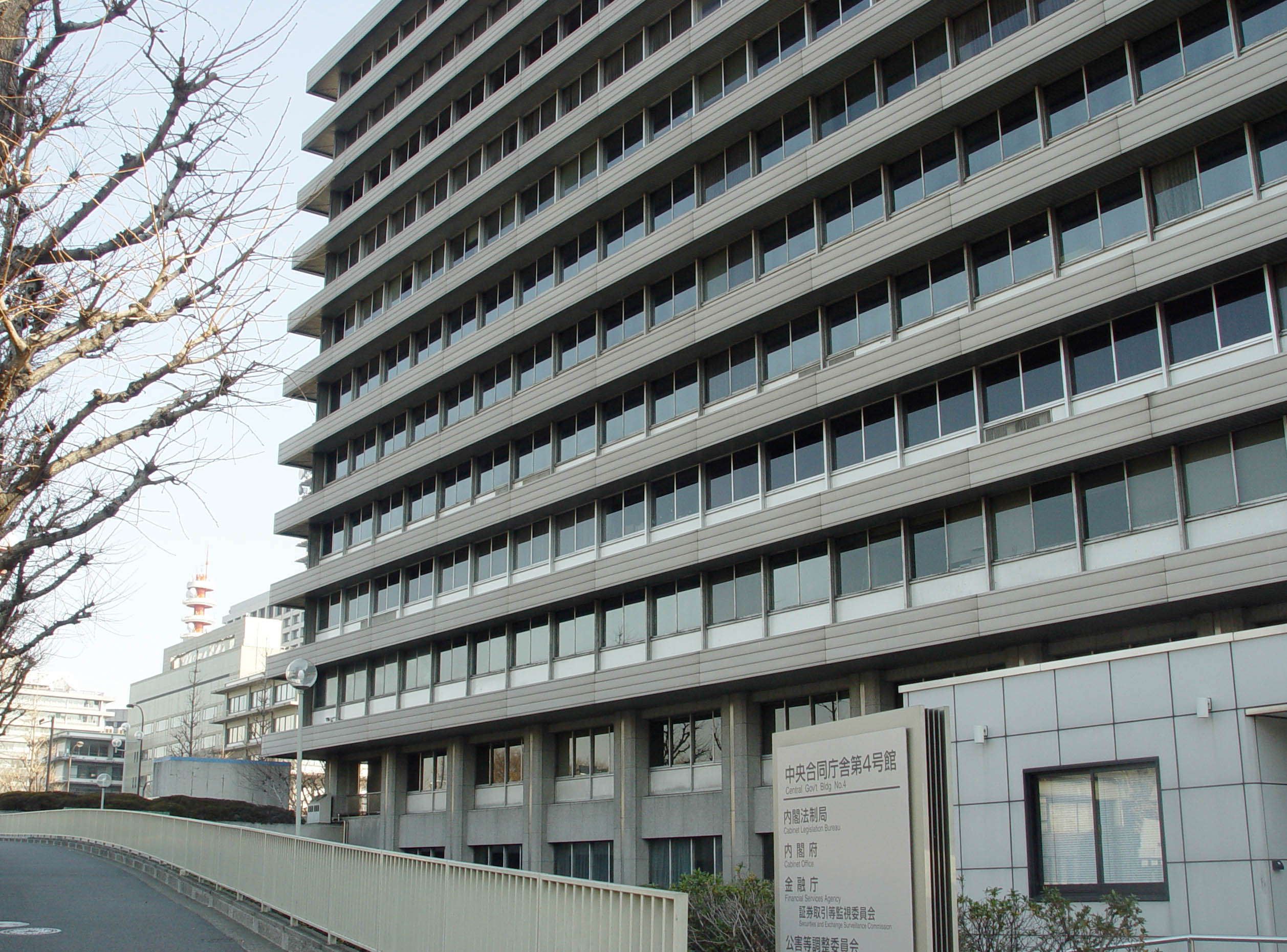
금융청 청사

금융청(일본어: 金融庁, Financial Service Agency)은 일본의 행정기관이다. 내각부의 외국으로, 국내외의 금융 정책 및 행정의 기획·입안, 금융기관의 검사와 감독 등을 실시하고 있다. 금융청의 장은 금융청 장관이지만, 장관과는 따로 금융청의 사무를 관리하는 국무대신으로 내각부 특명담당대신(금융 담당)이 놓여 있다.

## 활동
2008년에는 부적절한 대부영업이 드러난 산와 파이낸스와 다케후지에 대해 각자 일부 영업소 업무정지와 업무개선을 명령한 적이 있다. 대한민국에 '산와머니'라는 명칭으로 진출해 있는 산와 파이낸스의 경우 일부 지점에서 악질적인 채권추심행위가 발각됐고, 다케후지의 경우 채무자와의 접촉 내용 등이 제대로 기록되지 않은 것을 지적했다.
지난 해에도 금융청은 산와 파이낸스가 채무자의 친척들의 집에 빈번하게 방문해 압력을 가한 행위를 발각해 전체 지점 영업을 일시 정지시킨 바 있다.
그러나 이 같은 행위가 개선되지 않은 점포에 대해 이번에 업무 정지 명령을 내리게 된 것이다.
다케후지는 지난 2003년과 2004년에도 일시적인 업무정지 명령을 받은 적이 있는데, 이번에 조치가 강하지 않았던 것은 불법적 행위가 재발되지 않도록 내부적인 조사와 조치가 이루어진 것을 참작한 것이다.